# Elassona
Elassona (in greco Ελασσόνα?) è un comune della Grecia situato nella periferia della Tessaglia (unità periferica di Larissa) con 35 358 abitanti secondo i dati del censimento 2001
A seguito della riforma amministrativa detta Programma Callicrate in vigore dal gennaio 2011 che ha abolito le prefetture e accorpato numerosi comuni, la superficie del comune è passata da 349 a 1565 km² e la popolazione da 14563 a 35358 abitanti